# François Jules Pictet de la Rive
François Jules Pictet de la Rive, född 27 september 1809 i Genève, död 15 maj 1872, var en schweizisk zoolog och paleontolog. Han var kusin till Adolphe Pictet. Auktorsnamnet Pictet kan användas för François Jules Pictet de la Rive i samband med ett vetenskapligt namn inom zoologin; se Wikipedia-artiklar som länkar till auktorsnamnet.

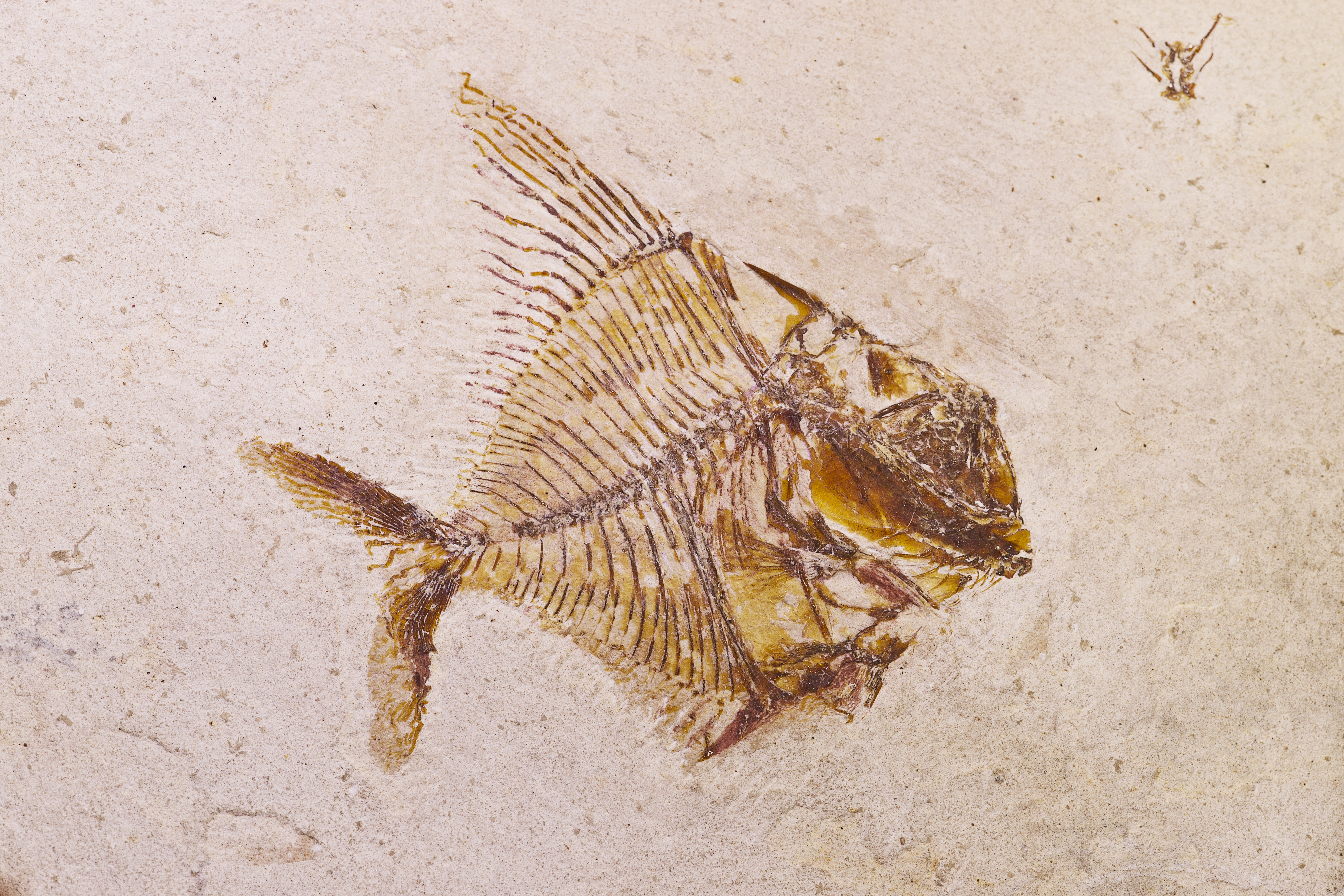
Aipichthys minor (Pictet 1850).

Pictet de la Rive var professor i zoologi och anatomi i sin födelsestad. Han författade bland annat Histoire naturelle des insectes névroptères (två band, 1841-1845), Traité de paléontologie (fyra band, 1844-46), Description des mollusques fossiles, qui se trouvent dans les grès verts des environs de Genève (två band, 1847-1854), Description de quelques poissons fossiles du Mont Liban (1850) samt Mélanges paléontologiques (1863).